# Kosakowo (gromada w powiecie puckim)
Kosakowo – dawna gromada, czyli najmniejsza jednostka podziału terytorialnego Polskiej Rzeczypospolitej Ludowej w latach 1954–1972.
Gromady, z gromadzkimi radami narodowymi (GRN) jako organami władzy najniższego stopnia na wsi, funkcjonowały od reformy reorganizującej administrację wiejską przeprowadzonej jesienią 1954 do momentu ich zniesienia z dniem 1 stycznia 1973, tym samym wypierając organizację gminną w latach 1954–1972.
Gromadę Kosakowo z siedzibą GRN w Kosakowie utworzono 1 stycznia 1962 w powiecie puckim w woj. gdańskim z obszarów zniesionych gromad Dębogórze i Mosty.
1 stycznia 1970 z gromady Kosakowo wyłączono miejscowość Pogórze-Dół (248,93 ha), włączając ją do miasta Gdyni na prawach powiatu.
1 stycznia 1972 z gromady Kosakowo wyłączono miejscowości Nowe Obłuże i Babie Doły (razem 65,86 ha), włączając je do miasta Gdyni na prawach powiatu.
Gromada przetrwała do końca 1972 roku, czyli do kolejnej reformy gminnej. 1 stycznia 1973 w powiecie puckim reaktywowano zniesioną w 1954 roku gminę Kosakowo (do 1954 w powiecie wejherowskim).